# 山田三郎 (経済学者)
山田 三郎（やまだ さぶろう、1931年4月 - 2020年11月）は、日本の農業経済学研究者、東京大学名誉教授。
1957年東京大学農学部農業経済学科卒、62年同大学院博士課程修了、「明治七年以降日本農業の資本・労働・土地と生産・所得」により、東京大学から農学博士を取得。同年東大農学部助手、63-68年米国、タイ、マレーシアに出張。1968年東京大学東洋文化研究所専任講師、71年助教授、76年教授。92年定年退官、名誉教授、日本大学農獣医学部教授。
長くアジアにおける農業の国際比較研究に取り組み、国際連合食糧農業機関 (FAO) の統計の分析などを蓄積し、1992年には、その集大成となる『アジア農業発展の比較研究』を刊行した。

## 著書

### 単著
- 『アジア農業発展の比較研究』東京大学出版会、1992年

### 監修・編著など
- （編著）アジアの農村工業、アジア経済研究所、1986年
- （編著）食料経済、建帛社、2001年
- （監修）食料需給と経済発展の諸相、筑波書房、2008年

### 翻訳
- D.G.ジョンソン『世界の食糧問題』大明堂 1976